# Karol Domagalski
Karol Andrzej Domagalski (Skała, 9 de agosto de 1989) es un ciclista polaco. Debutó en 2012 con el conjunto español Caja Rural.
En junio de 2019 fue evacuado en estado crítico tras sufrir una grave caída durante la segunda etapa del Tour de Malopolska. Consiguió recuperarse y siguió compitiendo hasta 2021.

## Palmarés
2016
- 2 etapas del Tour de Corea

2017
- Gran Premio de Marbriers

## Resultados en Grandes Vueltas y Campeonatos del Mundo
| Carrera         | Carrera         | 2012 | 2013 | 2014  | 2015 | 2016 | 2017 | 2018 | 2019 | 2020 | 2021 |
| --------------- | --------------- | ---- | ---- | ----- | ---- | ---- | ---- | ---- | ---- | ---- | ---- |
|                 | Giro de Italia  | —    | —    | —     | —    | —    | —    | —    | —    | —    | —    |
|                 | Tour de Francia | —    | —    | —     | —    | —    | —    | —    | —    | —    | —    |
|                 | Vuelta a España | —    | —    | 124.º | —    | —    | —    | —    | —    | —    | —    |
| Mundial en Ruta | Mundial en Ruta | —    | —    | —     | —    | Ab.  | —    | —    | —    | —    | —    |

—: no participa

Ab.: abandono

## Equipos
- Caja Rural (2012-2014)
- Team Raleigh (2015)
- ONE Pro Cycling (2016-2018)
- Hurom/Mazowsze Serce (2019-2021)
  - Team Hurom[4] (2019)
  - Mazowsze Serce Polski[5] (2020)
  - HRE Mazowsze Serce Polski (2021)